# Kimak
Kimak is een bestuurslaag in het regentschap Bangka van de provincie Bangka-Belitung, Indonesië. Kimak telt 3062 inwoners (volkstelling 2010).